# A Voz dos Deuses
A Voz dos Deuses (Memórias de um companheiro de Viriato), publicado em 1984, é um romance do escritor português João Aguiar.
Conta a história de Viriato de uma forma inovadora em relação às precedentes obras escritas sobre o chefe lusitano.
De facto, João Aguiar apoiou-se com fidelidade em dados etnográficos, históricos e arqueológicos para escrever o seu romance.
O autor colocou-se na pele de Tongio, velho sacerdote do deus Endovélico, que narra a história da sua vida e o seu encontro com Viriato.
Pela parte da mãe, Tongio pertence à tribo dos cónios (ou cúneos), um povo do sudoeste da Península Ibérica, anterior aos romanos, que é igualmente protagonizado no livro de Victor Borges Cursum Perficio – Viagem a Akhshânba. O que hoje é o Sul de Portugal fazia parte da Tartéssia, uma civilização que teve pontos altos em cidades como Gadir, a atual Cádis (em espanhol, Cádiz).
O romance A Voz dos Deuses, com inúmeras reedições e que será traduzido para espanhol, serviu de inspiração ao músico Jorge Salgueiro para a sua 1ª Sinfonia.